# Vertrag von Soldin (1466)
Im Vertrag von Soldin von 1466 erkannten die Herzöge von Pommern die Lehnshoheit des Kurfürstentums Brandenburg über Pommern an.

## Geschichte
Nach dem Tod des Herzogs Otto III. von Pommern-Stettin kam es wegen der bisher nicht geklärten brandenburgischen Lehnshoheit zum Stettiner Erbstreit. Brandenburg und Pommern hatten sich 1465 an den Kaiser Friedrich III. von Habsburg gewandt, der über die Ansprüche entscheiden sollte. Zwar stellte der Kaiser dem Kurfürsten Friedrich II. einen Lehensbrief über Pommern aus, jedoch konnte der Kurfürst die dafür geforderte Summe von 37.000 Rheinischen Gulden nicht aufbringen. Auch weitere Verhandlungen der Brandenburger mit den Ständen in Pommern-Stettin blieben wegen der Uneinigkeit der Stände ergebnislos.
Unter der Vermittlung des Herzogs Heinrich IV. von Mecklenburg wurde am 21. Januar 1466 der Vertrag von Soldin geschlossen. Die Herzöge Erich II. und Wartislaw X. erhielten für sich und für ihre Erben ihre Herzogtümer als Lehen vom Kurfürsten von Brandenburg. Damit wurde die seit der Verleihung durch Philipp von Schwaben an die Askanier 1198 dauerhaft strittige Lehnshoheit der Mark Brandenburg über Pommern anerkannt. Weiterhin wurde ein Schutzbündnis vereinbart, um den freien Handel und Verkehr zu sichern.
Der Kurfürst übernahm gegenüber dem Kaiser die Verantwortung und Rechtfertigung für die Pommernherzöge, denn die Parteien hatten mit dem Vertrag die Entscheidung des Kaisers umgangen. Wegen der Weigerung der meisten Stände, den Vertrag anzuerkennen, wurde der Vertrag nicht erfüllt. Es kam zu weiteren Streitigkeiten und militärischen Aktionen. Der Kaiser ließ den Pommernherzögen mitteilen, dass ihre Länder weiterhin Reichslehen seien. Er untersagte ihnen in dieser Hinsicht Veränderungen durchzuführen. Der Vertrag wurde durch den Kaiser somit förmlich aufgehoben.
Erst 1472 konnte der Kurfürst Albrecht Achilles im Frieden von Prenzlau die Anerkennung der Lehnshoheit Brandenburgs über Pommern durchsetzen.